# لو ترانگر
لو ترانگر (به فرانسوی: Le Tranger) یک کمون در فرانسه است که در اندر واقع شده‌است. لو ترانگر ۲۲٫۲۶ کیلومتر مربع مساحت و ۱۸۰ نفر جمعیت دارد و ۹۳ متر بالاتر از سطح دریا واقع شده‌است.